# Sofu Mehmed Pascià
Sofu Mehmed Pascià conosciuto anche come Mevlevi Mehmed Pascià (... – Malkara, agosto 1649) è stato un politico ottomano.

## Biografia

### Primi anni
Era un ciambellano/vice (kethüda) di un defterdar (il capo del tesoro). Durante il regno di Murad IV nel 1636, fu nominato defterdar e rimase nel ruolo fino al 1639. Durante il suo ritiro, divenne membro dell'Ordine Mevlevi ottenendo il titolo Mevlevi o Sofu. Durante i turbolenti eventi che si erano verificati poco prima della detronizzazione di Ibrahim I nel 1648, il precedente gran visir Hezarpare Ahmet Pascià era stato linciato da una folla inferocita, e i capi dei Giannizzeri costrinsero il sultano a nominare Sofu Mehmed Pascià come nuovo gran visir. Il sultano accettò con riluttanza l'8 agosto 1648. Tuttavia, il sultano fu detronizzato cinque giorni dopo la sua nomina. Nonostante questa detronizzazione, Sofu Mehmed Pascià aveva ancora paura dell'ex sultano, poiché c'era la possibilità che i giannizzeri lo reinsediassero. Con sollievo di Sofu Mehmed Pascià, Ibrahim fu giustiziato dieci giorni dopo la sua detronizzazione. Si pensa che Sofu Mehmed Pasha sia stato personalmente presente durante l'esecuzione.

### Gran visierato
Il nuovo sultano Mehmed IV aveva solo 7 anni e la regina reggente Kösem Sultan (madre di Ibrahim e nonna di Mehmed) non si fidava di Sofu Mehmed a causa del suo ruolo nell'esecuzione di Ibrahim. Un altro problema per Sofu Mehmed era l'economia. La sua massima priorità nel governo era il tesoro. Limitò le spese, ma questa politica causò reazioni tra le truppe dei sipahi, portandole alla rivolta. Sofu Mehmed si salvò la vita rifugiandosi dietro il potere dei giannizzeri, che se ne approfittarono: il loro capo, Kara Dev Murad Pascià ben presto si schierò contro di lui La sconfitta della marina ottomana nella battaglia di Focea il 12 maggio 1649 fu un ulteriore colpo per Sofu Mehmed Pascià.

### Morte
Il 21 maggio 1649 fu sostituito da Kara Murat Pascià. Fu esiliato a Malkara (una città nella Turchia europea), e successivamente Kara Murat Pascià lo fece giustiziare lì nell'agosto 1649.